# Flagge der Republik Zypern
Die Flagge der Republik Zypern ist ein Hoheitssymbol der Republik Zypern, welches mit der Unabhängigkeit der Insel Zypern von Großbritannien 1960 eingeführt wurde.

## Beschreibung und Bedeutung

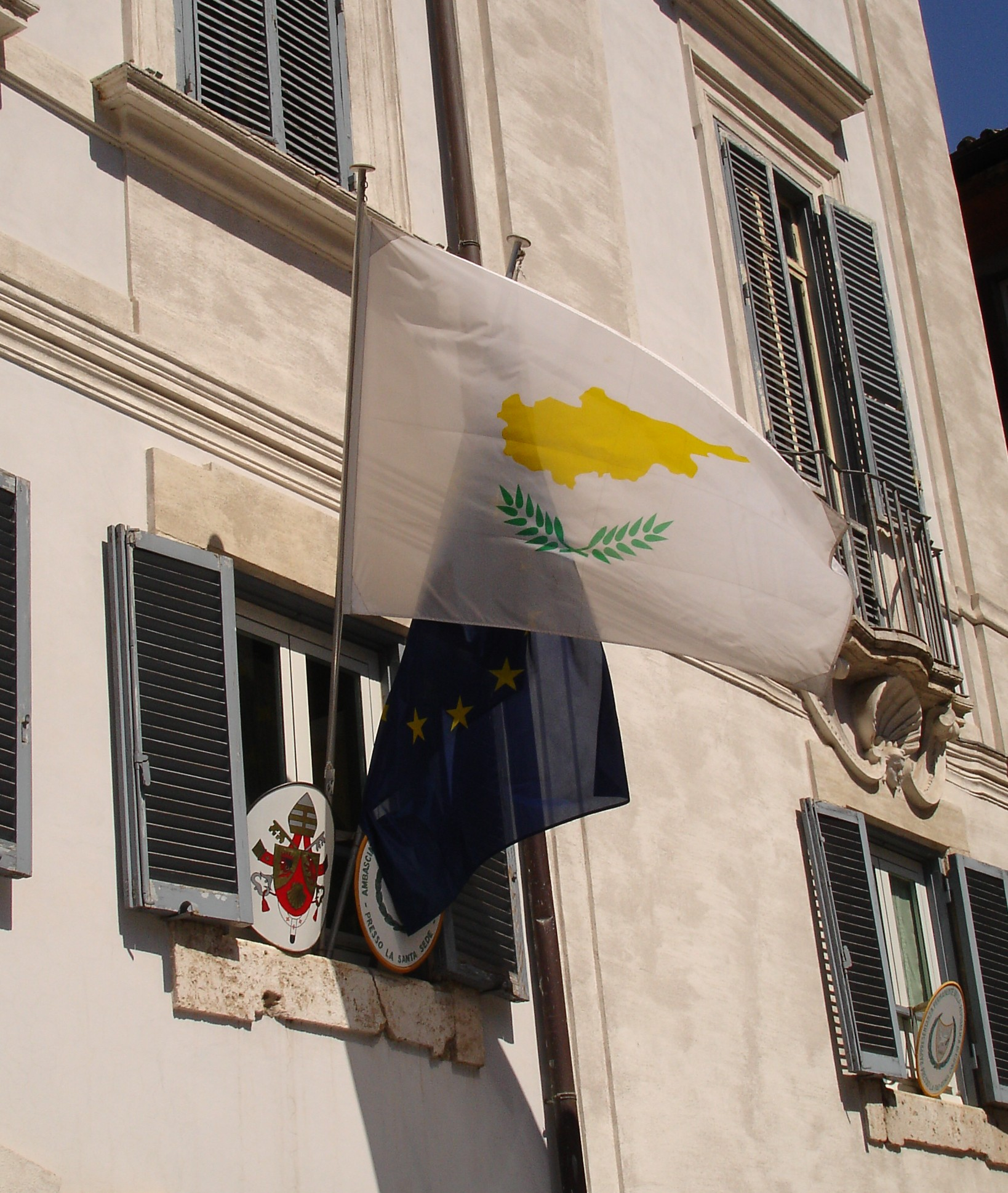
Flagge an der Botschaft in Rom

Die Flagge der Republik Zypern ist weiß mit einem Abbild der Insel. Die Farbe der Inselabbildung verweist auf das Metall Kupfer, das bereits 3000 v. Chr. auf Zypern entdeckt wurde und nach der Insel benannt ist. Unter der Insel befinden sich zwei Olivenbaum-Zweige. Sie stehen für die beiden Volksgruppen auf Zypern und deren friedliches Nebeneinander. Auch nach der Besetzung des Nordteils der Republik durch die Türkei wurde die Flagge beibehalten.
Weitere Beispiele für Nationalflaggen, welche die Landesumrisse zeigen, wären die Flagge Bangladeschs zwischen 1971 und 1972 und seit 2008 die Flagge des Kosovo. Andere Nationalflaggen stilisieren geographische Begebenheiten des Landes, zum Beispiel zeigt die Flagge Tuvalus die Anordnung der Inseln als Sterne.

## Geschichte
Nach der Verfassung von 1960 sollte die Flagge des neuen unabhängigen Staates gemeinsam vom Präsidenten und Vizepräsidenten der Republik ausgewählt werden. Im Wettbewerb war es ausdrücklich nicht erlaubt die Farben blau oder rot zu verwenden, ebenso nicht ein Kreuz oder einen Stern. Der aus dem Wettbewerb ausgewählte Entwurf stammt von dem türkisch-zyprischen Künstler İsmet Güney (1932–2009). Güney erhielt vom damaligen Staatspräsidenten Erzbischof Makarios 500 Zypern-Pfund als Siegprämie des Auswahlwettbewerbes.
Die erste Version der Nationalflagge, die zwischen April und August 1960 verwendet wurde, zeigte die Umrisse der Insel golden, die Inselfläche aber weiß. Erneut abgeändert wurde die Flagge im August 2006, als das Seitenverhältnis, die Darstellung der Olivenzweige und die Farbtöne der Insel sowie der Olivenzweige neu festgelegt wurden.

3:5   Republik Zypern, April bis August 1960
3:5   Republik Zypern, August 1960 bis August 2006

## Verwendung
Die Polizei verwendet eine blaue Flagge mit weißem Emblem, das eine blaue Version des Wappens der Republik trägt.
Die Wagenstandarte des Präsidenten der Republik ist eine quadratische Version der Nationalflagge.
Paragraph 4 der Verfassung Zyperns erlaubt ausdrücklich die Verwendung der Flagge Griechenlands oder der Flagge der Türkei neben der Flagge der Republik, im Zusammenhang mit Nationalfeiertagen oder zu Festen mit inhaltlichem Bezug zu einem der beiden Länder. Auf privatem Gelände darf hingegen eine der drei Flaggen ohne jegliche Beschränkung gehisst werden.

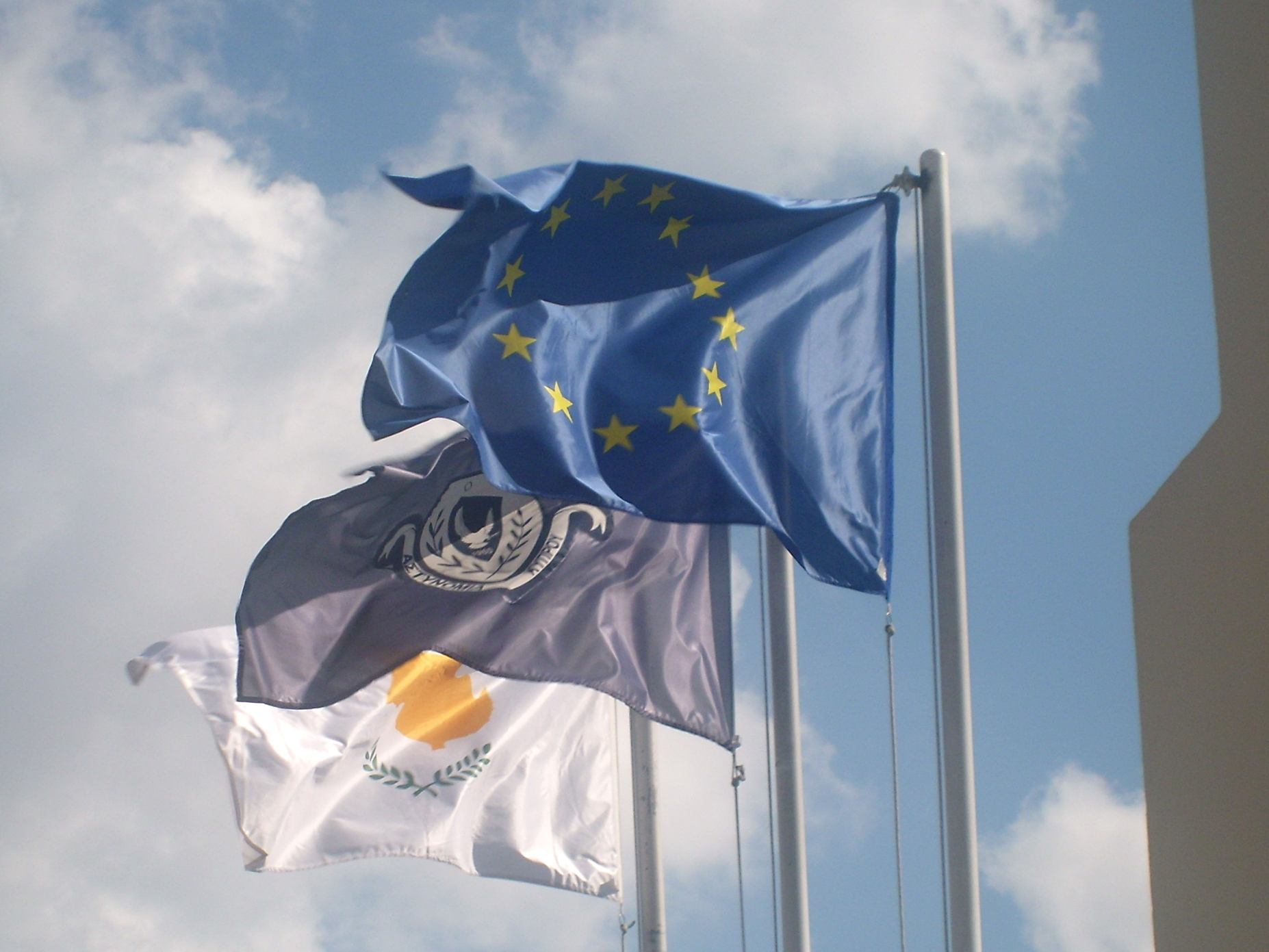
Amtliche Beflaggung an einem Polizeirevier
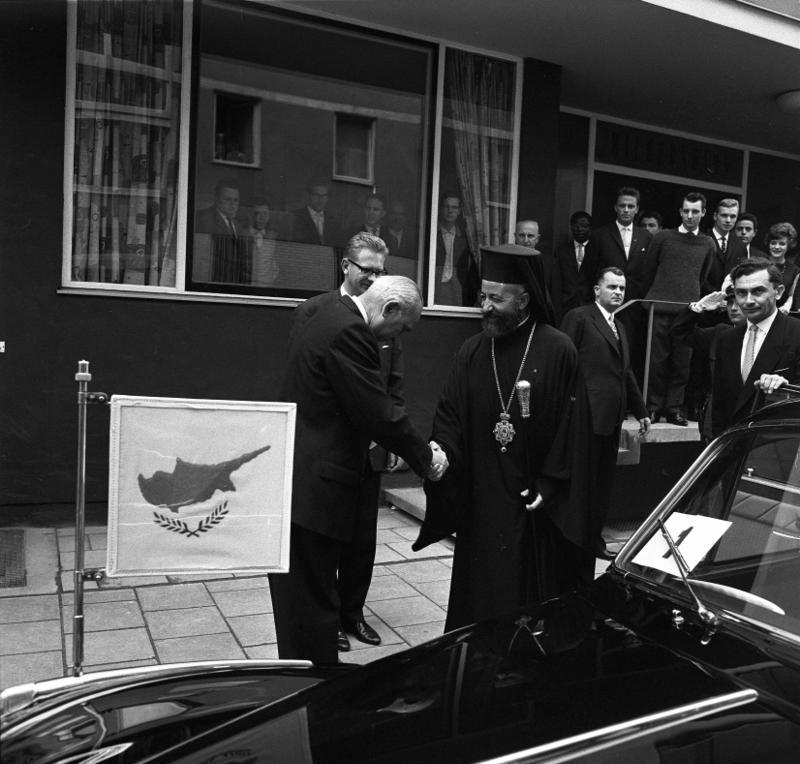
Wagenstandarte des Präsidenten bei einem Besuch in Deutschland, 1962